# Делени (Чортешти)
Делени (рум. Deleni) насеље је у Румунији у округу Јаши у општини Чортешти. Oпштина се налази на надморској висини од 256 m.

## Становништво
Према подацима из 2011. године у насељу је живело 528 становника.